# Morlon Wiley
Morlon David Wiley (New Orleans, Louisiana, 24 de septiembre de 1966) es un exjugador de baloncesto estadounidense que jugó siete temporadas en la NBA, además de hacerlo en la CBA. Con 1,93 metros de estatura, jugaba en la posición de escolta. Es hermano del también exjugador Michael Wiley.

## Trayectoria deportiva

### Universidad
Jugó durante cuatro temporadas con los Universidad de Long Beach State de la Universidad Estatal de California, Long Beach, en las que promedió 12,7 puntos, 3,8 asistencias y 2,8 rebotes por partido. Fue titular los cuatro años, acabando con 1.430 puntos, la séptima mejor marca de todos los tiempos de su universidad. En 1988 fue incluido en el mejor quinteto de la Big West.

### Profesional
Fue elegido en la cuadragésimo sexta posición del Draft de la NBA de 1988 por Dallas Mavericks, donde jugó una temporada en la que promedió 2,2 puntos y 1,5 asistencias por partido. Al año siguiente entra en el Draft de Expansión por la llegada de nuevos equipos a la liga, siendo elegido por Orlando Magic, donde permanece dos temporadas, siendo la mejor la primera de ellas, promediando 5,7 puntos y 2,9 asistencias.
Las tres siguientes temporadas alternaría pequeños contratos con diferentes equipos de la NBA con la CBA, que en aquellos años desempeñaba la función de desarrollo de jugadores que hoy en día realiza la D-League. Tras su paso por Atlanta Hawks en 1995, no volvería a la máxima competición, jugando 4 años más en los Quad City Thunder y los Grand Rapids Hoops antes de retirarse definitivamente en 1999.

## Estadísticas de su carrera en la NBA

### Temporada regular
| Temporada | Edad | Equipo            | Liga | P   | TIT | MIN  | TC  | TCA | %TC  | 3P  | 3PA | %3P  | TL  | TLA | %TL  | R.OF. | R.DEF. | REB | ASIS | ROB | TAP | PER | FP  | PTS |
| 1988-89   | 22   | Dallas Mavericks  | NBA  | 51  | 1   | 8.0  | 0.9 | 2.2 | .404 | 0.1 | 0.5 | .250 | 0.3 | 0.3 | .813 | 0.3   | 0.7    | 0.9 | 1.5  | 0.5 | 0.1 | 0.7 | 1.2 | 2.2 |
| 1989-90   | 23   | Orlando Magic     | NBA  | 40  | 2   | 16.0 | 2.3 | 5.2 | .442 | 0.4 | 1.2 | .370 | 0.7 | 1.0 | .737 | 0.3   | 1.0    | 1.3 | 2.9  | 1.1 | 0.1 | 1.6 | 1.6 | 5.7 |
| 1990-91   | 24   | Orlando Magic     | NBA  | 34  | 0   | 10.3 | 1.3 | 3.2 | .417 | 0.2 | 0.4 | .500 | 0.5 | 0.7 | .680 | 0.1   | 0.4    | 0.5 | 2.1  | 0.7 | 0.0 | 1.0 | 1.1 | 3.3 |
| 1991-92   | 25   | TOTAL             | NBA  | 53  | 19  | 16.4 | 1.6 | 3.6 | .430 | 0.3 | 0.8 | .333 | 0.5 | 0.7 | .686 | 0.5   | 1.1    | 1.5 | 3.4  | 0.9 | 0.1 | 1.1 | 1.7 | 3.8 |
| 1991-92   | 25   | Orlando Magic     | NBA  | 9   | 0   | 10.0 | 1.0 | 3.1 | .321 | 0.0 | 0.4 | .000 | 0.3 | 0.6 | .600 | 0.2   | 0.6    | 0.8 | 1.4  | 0.4 | 0.0 | 0.9 | 1.4 | 2.3 |
| 1991-92   | 25   | San Antonio Spurs | NBA  | 3   | 0   | 4.3  | 1.0 | 1.7 | .600 | 0.0 | 0.0 |      | 0.0 | 0.0 |      | 0.0   | 0.3    | 0.3 | 0.3  | 0.0 | 0.0 | 0.0 | 1.0 | 2.0 |
| 1991-92   | 25   | Atlanta Hawks     | NBA  | 41  | 19  | 18.7 | 1.7 | 3.9 | .444 | 0.3 | 0.9 | .368 | 0.5 | 0.7 | .700 | 0.5   | 1.2    | 1.8 | 4.0  | 1.0 | 0.1 | 1.3 | 1.8 | 4.3 |
| 1992-93   | 26   | TOTAL             | NBA  | 58  | 15  | 17.2 | 1.7 | 4.4 | .378 | 0.9 | 2.7 | .351 | 0.3 | 0.4 | .654 | 0.5   | 1.1    | 1.6 | 3.1  | 1.1 | 0.1 | 1.4 | 2.2 | 4.5 |
| 1992-93   | 26   | Atlanta Hawks     | NBA  | 25  | 2   | 14.2 | 1.0 | 3.2 | .321 | 0.6 | 2.0 | .294 | 0.2 | 0.3 | .625 | 0.4   | 1.0    | 1.4 | 3.2  | 1.0 | 0.1 | 1.2 | 2.0 | 2.9 |
| 1992-93   | 26   | Dallas Mavericks  | NBA  | 33  | 13  | 19.4 | 2.1 | 5.2 | .405 | 1.2 | 3.1 | .379 | 0.4 | 0.5 | .667 | 0.6   | 1.1    | 1.7 | 3.0  | 1.2 | 0.0 | 1.5 | 2.4 | 5.8 |
| 1993-94   | 27   | TOTAL             | NBA  | 16  | 0   | 9.9  | 0.6 | 1.8 | .310 | 0.2 | 0.6 | .300 | 0.0 | 0.0 |      | 0.0   | 0.6    | 0.6 | 1.4  | 0.9 | 0.0 | 1.1 | 1.3 | 1.3 |
| 1993-94   | 27   | Miami Heat        | NBA  | 4   | 0   | 8.5  | 0.8 | 2.0 | .375 | 0.3 | 1.0 | .250 | 0.0 | 0.0 |      | 0.0   | 1.0    | 1.0 | 1.8  | 0.5 | 0.0 | 1.5 | 1.0 | 1.8 |
| 1993-94   | 27   | Dallas Mavericks  | NBA  | 12  | 0   | 10.3 | 0.5 | 1.8 | .286 | 0.2 | 0.5 | .333 | 0.0 | 0.0 |      | 0.0   | 0.5    | 0.5 | 1.3  | 1.1 | 0.0 | 0.9 | 1.4 | 1.2 |
| 1994-95   | 28   | TOTAL             | NBA  | 43  | 2   | 9.9  | 1.2 | 2.7 | .427 | 0.7 | 1.8 | .380 | 0.2 | 0.2 | .700 | 0.1   | 0.9    | 1.0 | 1.7  | 0.5 | 0.0 | 0.5 | 1.0 | 3.2 |
| 1994-95   | 28   | Dallas Mavericks  | NBA  | 38  | 2   | 10.7 | 1.2 | 2.9 | .423 | 0.8 | 2.0 | .387 | 0.2 | 0.3 | .700 | 0.2   | 0.9    | 1.0 | 1.8  | 0.6 | 0.0 | 0.5 | 1.2 | 3.4 |
| 1994-95   | 28   | Atlanta Hawks     | NBA  | 5   | 0   | 3.4  | 0.6 | 1.2 | .500 | 0.2 | 0.8 | .250 | 0.0 | 0.0 |      | 0.0   | 0.8    | 0.8 | 1.2  | 0.2 | 0.2 | 0.8 | 0.0 | 1.4 |
| Total     |      |                   | NBA  | 295 | 39  | 13.0 | 1.4 | 3.5 | .412 | 0.4 | 1.2 | .354 | 0.4 | 0.5 | .707 | 0.3   | 0.9    | 1.2 | 2.4  | 0.8 | 0.1 | 1.1 | 1.5 | 3.7 |